# 함양여자중학교
함양여자중학교(咸陽女子中學校)는 대한민국 경상남도 함양군 함양읍 교산리에 있는 공립 중학교이다.

## 학교 연혁
- 1960년 3월 11일 : 함양여자중학교 설립인가
- 1960년 4월 7일 : 함양여자중학교 개교(각학년 2학급)
- 1961년 10월 23일 : 백질갑 초대 교장 부임
- 1963년 2월 28일 : 제1회 졸업 116명
- 1964년 12월 31일 : 함양여자고등학교 병설인가
- 1974년 1월 28일 : 함양여자고등학교 분리 이전 (부지 및 교사 관리전환)
- 1978년 12월 31일 : 생활관 신축(목조.기와즙 143m2)
- 1992년 2월 29일 : 생활관 개축(105m2)
- 1996년 2월 28일 : 학칙 변경(특수학급 1학급 신설)
- 2003년 5월 12일 : 다목적교실(목련관) 신축 890.1m2
- 2003년 12월 31일 : 도서관 개수사업
- 2005년 12월 1일 : 운동장 잔디.우레탄 및 체육시설 설치
- 2007년 8월 1일 : 과학실험실 현대화 개,보수
- 2022년 9월 1일 : 제21대 김희경 교장 부임
- 2023년 2월 10일 : 제61회 98명 졸업(누계 14,811명)
- 2023년 3월 1일 : 학급편제 13(1)학급

## 참고 자료
- 함양여자중학교 - 한국교육학술정보원 학교알리미